# Maude Bonney
Pour les articles homonymes, voir Bonney.
Maude Rose « Lores » Bonney (20 novembre 1897 - 24 février 1994) est une aviatrice australienne. Elle est la première femme à avoir volé en solo depuis l'Australie jusqu'en Angleterre.

## Biographie

### Premières années
Maude Rose Rubens naît à Pretoria en Afrique du Sud le 20 novembre 1897, fille unique de Norbert Rubens et de Rosalia Staal. Elle adopte tôt le surnom de « Lores ». La famille Rubens déménage d'abord en Angleterre puis en Australie. La jeune Lores est scolarisée à Melbourne puis envoyée dans une Finishing School en Allemagne.
Elle rencontre Harry Barrington Bonney et l'épouse en 1917. Le jeune ménage s'installe à Brisbane dans le Queensland, en Australie.

### Carrière
En 1928, elle rencontre l'aviateur australien Bert Hinkler qui détient un record sur le vol Angleterre-Australie accompli sur le biplan Avro Avian dont il est propriétaire. Inspirée par cet exploit, Lores Bonney réalise son premier vol sur ce même biplan. Elle décide alors d'apprendre à piloter et suit en secret des cours de pilotage. Ses craintes se révèlent sans fondement lorsqu’après avoir parlé de cette nouvelle occupation à son mari, celui-ci lui achète un de Havilland DH.60 Gypsy Moth. Elle commence alors une série de vols record :
| Année | Appareil           | Lieu ou Trajet      | Distance  | Nature du record                                                     |
| ----- | ------------------ | ------------------- | --------- | -------------------------------------------------------------------- |
| 1931  | DH 60G VH-UPV      | Brisbane-Wangaratta | 1 600 km  | Plus long vol d'une femme pilote au cours d'une même journée         |
| 1932  | DH 60G VH-UPV      | Round-Australia     | 12 800 km | Première femme à réaliser un tour d'Australie par les airs           |
| 1933  | DH 60G VH-UPV      | Brisbane-Croydon    | 20 000 km | Première femme à voler depuis l'Australie jusqu'en Angleterre        |
| 1937  | Klemm L32-V VH-UVE | Brisbane-Le Cap     | 29 088 km | Première personne à voler depuis l'Australie jusqu'en Afrique du Sud |

Lorsque la Seconde Guerre mondiale éclate, Lores Boney met un terme à sa carrière aéronautique. Peu de temps auparavant, elle a prévu son vol le plus ambitieux, un tour du monde. Le Klemm qu'elle utilise en 1937 est détruit deux ans plus tard dans l'incendie de son hangar. Quant au De Havilland, il est réquisitionné pour la guerre et envoyé dans une unité d'entraînement aérien. Il sera détruit peu après la guerre.
Lores Bonney meurt à son domicile le 24 février 1994.